# Tuberculefferia tuberculata
Tuberculefferia tuberculata là một loài ruồi trong họ Asilidae. Tuberculefferia tuberculata được Coquillett miêu tả năm 1904. Loài này phân bố ở vùng Tân Bắc giới.